# Jriashchevski
Jriashchevski (del ruso: Хрящевский) es un jútor del raión de Konstantínovsk del óblast de Rostov del suroeste de Rusia. Se halla en la orilla izquierda del Séverski Donets, en un cerrado meandro del río, al norte de Konstantínovsk. Su población en 2010 era de 497 habitantes.
Pertenece al municipio urbano de Konstantínovsk.

## Historia
En el yacimiento Jriashchi, junto a la desembocadura del Séverski Donets en el Don, se han hallado restos de una facies industrial del Paleolítico Inferior con similitudes con el clactoniense de Inglaterra y Alemania.